# Alpské lyžování na Zimních olympijských hrách 1984
Alpské lyžování na Zimních olympijských hrách 1984 v Sarajevu.

## Medailové pořadí zemí
| Pořadí | Země                         | Zlato | Stříbro | Bronz | Celkově |
| ------ | ---------------------------- | ----- | ------- | ----- | ------- |
| 1.     | Spojené státy americké (USA) | 3     | 2       | 0     | 5       |
| 2.     | Švýcarsko (SUI)              | 2     | 2       | 0     | 4       |
| 3.     | Itálie (ITA)                 | 1     | 0       | 0     | 1       |
| 4.     | Francie (FRA)                | 0     | 1       | 2     | 3       |
| 5.     | Jugoslávie (YUG)             | 0     | 1       | 0     | 1       |
| 6.     | Lichtenštejnsko (LIE)        | 0     | 0       | 2     | 2       |
| 7.     | Československo (TCH)         | 0     | 0       | 1     | 1       |
| 8.     | Rakousko (AUT)               | 0     | 0       | 1     | 1       |
|        | Celkem                       | 6     | 6       | 6     | 18      |

## Medailisté

### Muži
| Disciplína  | Zlato                                       | Výkon   | Stříbro                                    | Výkon   | Bronz                                  | Výkon   |
| ----------- | ------------------------------------------- | ------- | ------------------------------------------ | ------- | -------------------------------------- | ------- |
| sjezd       | Bill Johnson · Spojené státy americké (USA) | 1:45,59 | Peter Müller · Švýcarsko (SUI)             | 1:45,86 | Anton Steiner · Rakousko (AUT)         | 1:45,95 |
| slalom      | Phil Mahre · Spojené státy americké (USA)   | 1:39,41 | Steve Mahre · Spojené státy americké (USA) | 1:39,62 | Didier Bouvet · Francie (FRA)          | 1:40,20 |
| obří slalom | Max Julen · Švýcarsko (SUI)                 | 2:41,18 | Jure Franko · Jugoslávie (YUG)             | 2:41,41 | Andreas Wenzel · Lichtenštejnsko (LIE) | 2:41,75 |

### Ženy
| Disciplína  | Zlato                                              | Výkon   | Stříbro                                           | Výkon   | Bronz                                     | Výkon   |
| ----------- | -------------------------------------------------- | ------- | ------------------------------------------------- | ------- | ----------------------------------------- | ------- |
| sjezd       | Michela Figiniová · Švýcarsko (SUI)                | 1:13,36 | Maria Walliserová · Švýcarsko (SUI)               | 1:13,41 | Olga Charvátová · Československo (TCH)    | 1:13,53 |
| slalom      | Paoletta Magoniová · Itálie (ITA)                  | 1:36,47 | Perrine Pelenová · Francie (FRA)                  | 1:37,38 | Ursula Konzettová · Lichtenštejnsko (LIE) | 1:37,50 |
| obří slalom | Debbie Armstrongová · Spojené státy americké (USA) | 2:20,98 | Christin Cooperová · Spojené státy americké (USA) | 2:21,38 | Perrine Pelenová · Francie (FRA)          | 2:21,40 |